# Alphonse Rolland
Alphonse Rolland (* 14. September 1919 in Forbach; † 26. Februar 2012 in Straßburg) war ein französischer Fußballspieler, der seine Profilaufbahn 1938 begann und insbesondere in den Nachkriegsjahren regelmäßig als Torschütze in Erscheinung trat.

## Karriere
Der Stürmer Rolland begann das Fußballspielen bei der US Forbach in seiner Heimatstadt, ehe er zum benachbarten Verein CS Stiring-Wendel wechselte. Bei dem unterklassig spielenden Klub offenbarte er sein Talent, sodass der Erstligist Racing Straßburg aus der Hauptstadt des Elsass auf ihn aufmerksam wurde und ihn im Vorfeld der Saison 1938/39 verpflichtete. Der Wechsel in die landesweit ausgetragene französische Liga bedeutete für den damals fast 19-Jährigen den Eintritt in den Profifußball. Der Nachwuchsspieler wurde bereits in seiner ersten Spielzeit auf diesem Niveau häufig berücksichtigt und kam insgesamt auf 19 Partien mit fünf Treffern. Durch den Beginn des Zweiten Weltkriegs im September 1939 wurde der reguläre Ligenbetrieb auf unbestimmte Zeit eingestellt und durch inoffiziell ausgetragene Meisterschaften ersetzt. Wie zahlreiche seiner vorherigen Mannschaftskollegen wurde Rolland damals jedoch ins Militär einberufen.
Da ihm die Rückkehr in seine von Deutschland besetzte Heimatregion Elsass-Lothringen nicht möglich war, kam Rolland zu Beginn der 1940er-Jahre als Kriegsflüchtling nach Südwestfrankreich und schloss sich in der Saison 1941/42 dem Fußballverein Girondins ASP Bordeaux an. Mit diesem nahm er in der nachfolgenden Zeit an der inoffiziellen Meisterschaftsaustragung teil. Als Pokalsieger der von Deutschland besetzten Zone schaffte Bordeaux den Einzug ins französische Pokalfinale 1943 und traf dort auf Olympique Marseille. Jeweils unter Mitwirkung Rollands wurde zunächst ein 2:2 erkämpft, das fällige Wiederholungsspiel endete hingegen mit einer 0:4-Niederlage. Für die Dauer der Spielzeit 1943/44, in welcher an der Stelle von Vereinsmannschaften nur so genannte Équipes fédérales zugelassen waren, gehörte er der ÉF Bordeaux-Guyenne an. Die letzte Kriegssaison 1944/45 verbrachte er wieder bei Girondins.
Mit dem Ende des Krieges kehrte er ins wieder zu Frankreich gehörende Straßburg zurück und wurde wieder in die Mannschaft von Racing aufgenommen. Dort nahm er einen festen Stammplatz ein und sorgte nach acht Treffern im ersten Nachkriegsjahr mit 15 Toren während der Spielzeit 1946/47 mit dafür, dass seine Elf mit vier Punkten Rückstand auf den Meister CO Roubaix-Tourcoing den dritten Tabellenrang belegte. Darüber hinaus glückte die Qualifikation für das nationale Pokalendspiel 1947, in welchem er durch ein 0:2 gegen Olympique Lille den Gewinn dieses Wettbewerbs wie bereits 1943 verpasste. Im darauffolgenden Jahr konnte er seine persönliche Trefferzahl erneut steigern und erreichte mit 17 Toren seinen individuellen Bestwert.
Im Sommer 1948 verließ er Straßburg, wo die Verantwortlichen nicht weiter auf ihn setzten, und unterschrieb beim Ligarivalen OGC Nizza. Bei diesem wurde er ebenfalls regelmäßig berücksichtigt und erzielte in zwei Jahren insgesamt 19 Treffer. Nachdem er seit dem Beginn seiner Laufbahn im Jahr 1938 ausschließlich erstklassig angetreten war und dort in den Vorjahren mit seinen Mannschaften gute Platzierungen erreicht hatte, entschied er sich 1950 mit seiner Unterschrift bei Olympique Lyon für den erstmaligen Gang in die Zweitklassigkeit. Allerdings war Lyon auf diesem Niveau eine Spitzenmannschaft und Rolland trug mit 13 Torerfolgen dazu bei, dass seiner Elf mit deutlichem Vorsprung der Aufstieg in die höchste Spielklasse gelang. Daran anschließend blieb er fester Bestandteil der Mannschaft, trat 1951/52 aber nur noch ein Mal als Torschütze in Erscheinung und musste überdies den Abstieg Lyons hinnehmen. Daraufhin beendete der damals 32-Jährige seine Profilaufbahn. Insgesamt war er ohne die inoffiziellen Jahre seiner Laufbahn während des Krieges auf 197 Erstligapartien mit 65 Treffern sowie 30 Zweitligaspielen mit 13 Toren gekommen. Er ließ seine Spielerkarriere anschließend bei der unterklassigen USB Longwy ausklingen. Von 1957 bis 1962 trainierte er den SAS Épinal und erreichte mit diesem 1958 den Aufstieg in die höchste Amateurspielklasse CFA, worauf 1961 der Wiederabstieg folgte. Rolland starb 2012 im Alter von 92 Jahren in Straßburg.